# Commelina rupicola
Espèce
Commelina rupicola est une espèce de la famille des Commelinaceae.
Cette espèce, menacée, qui compte moins de 500 spécimens dans son milieu naturel, est endémique du Maroc. Elle pousse sur les rochers calcaires ou dolomitiques arides, exposés au Sud.